# Randall Crissman
Randall Crissman est un compositeur américain.

## Filmographie
Comme compositeur
- 1987 : Tiltrotor and the Future (vidéo)
- 1993 : SWAT Kats: The Radical Squadron (série TV)
- 1995 : The Adventures of Hyperman (série TV)
- 1999 : The New Adventures of A.R.K. (série TV)
- 2000 : Prison Life
- 2000 : The Tangerine Bear
- 2002 : Ozzy & Drix (série TV)
- 2002 : The Adventures of Tom Thumb & Thumbelina (film d'animation)
- 2004 : Kangaroo Jack: G'Day U.S.A.! (vidéo)